# Antolín de Pamiers
Antolín de Pamiers fue un mártir visigodo de la Galia que vivió en los siglos V y VI, venerado como santo por las Iglesias católica y ortodoxa. Al menos parte de su hagiografía es legendaria, y son pocos los datos precisos que de este santo se poseen.
Fue ejecutado, según la leyenda, por no abrazar el arrianismo junto a dos discípulos, Juan y Almaquio, que reciben culto junto a él.
Algunas de sus reliquias se conservan en Palencia (España), ciudad de la que es patrón, y cuya catedral le está consagrada. Fueron llevadas allí por el rey visigodo Wamba desde Narbona, según la tradición legendaria. Es también patrón de su ciudad natal, Pamiers, cuya catedral está consagrada a su nombre. También es patrón de la ciudad española de Medina del Campo y del gremio de los cazadores. 
La iconografía habitual del santo le representa como un hombre joven, ataviado con la dalmática propia de los diáconos, portando casi siempre una palma alusiva al martirio, y, como atributo más característico, un cuchillo u hoja afilada clavado en su hombro o en la parte inferior del cuello. Su festividad se celebra el 2 de septiembre.

## Vida de San Antolín
Los datos sobre este santo son muy confusos, al punto que en ocasiones se asimila su figura a la de Antonino de Apamea, mártir de Siria. En lo poco que se conoce, se mezcla lo legendario con lo real.
Según esto, su nombre era Antoninus de Pamiers. Nació en dicha localidad (que por entonces se llamaba Frédelas, villa de Frédéric, hijo del rey visigodo Teodorico I) hacia el año 453. Pertenecía a la familia real, siendo quizá nieto de Teodorico. 
Educado en el arrianismo, se opuso a su padre al hacerse cristiano ortodoxo. Abandonó su fortuna y marchó a Roma, donde fue ordenado diácono. Predicó en algunas ciudades italianas haciendo varios milagros. De vuelta a la Galia, parece ser que formó parte de un grupo de misioneros dirigidos por san Dionisio. No sabemos si se trata de Dionisio Areopagita o Dionisio de París, aunque ninguno de los dos parece concordar con los elementos históricos, a menos que san Antolín viviera en el siglo I, como piensan algunos. Lo más probable es que se trate de otro Dionisio, desconocido, o bien se trate de una confusión, ya que este apelativo era bastante común en la época. 
San Antolín se instaló en Rouergue, predicando con mucho éxito. Convirtió al príncipe o gobernador Festus y bautizó a numerosas personas. A pesar de las súplicas de los habitantes de la región, Antolín decidió irse, no sin antes indicar que volvería pero ya sin vida. 
Se dirigió entonces a Toulouse, cerca de Teodorico. Rechazó el obispado que perteneció a san Saturnino, y acusado de tener amoríos con la mujer del rey, fue arrestado y encarcelado. En la cárcel conocerá a un habitante de Toulouse llamado Almaquio. Es torturado mediante la inmersión en aceite hirviendo, y arrojado al Garona con una muela de molino atada al cuello, pero, milagrosamente, sale a flote y convierte así a mucha gente. 
Vuelve más tarde a Pamiers y predica el evangelio, junto con Almaquio. Ambos viven en una ermita llamada Fuente de Oriente, donde son arrestados por los sicarios de un rey llamado Metopius junto a un tercer compañero llamado Juan, y ejecutados a orillas del río Ariège. Durante la ejecución, un soldado corta al mártir en dos; en un lado caen su cabeza y el brazo derecho, y en otro el brazo izquierdo y el resto del cuerpo. Este martirio tuvo lugar en el siglo VI, hacia el año 506. El cuerpo del mártir fue enterrado por unos amigos en el lugar del martirio y allí se elevó más tarde una abadía.

## Las leyendas
Una leyenda cuenta que después que san Antolín fue arrojado al río las aguas se retiraron y dejaron un sitio para poder acceder al lugar donde reposaba el cuerpo. Unos ángeles aparecieron y recogieron los restos del mártir, metiendo la cabeza y el brazo derecho en una barca. A continuación, aparecieron dos águilas blancas que se colocaron en la barca y la guiaron por el Ariège y el Garona, el Tarn y el Aveyron hasta la localidad de Saint-Antonin-Noble-Val, a donde llegaron una noche en la que las estrellas brillaban como mil fuegos. Festus, el noble convertido por Antolín, mandó depositar las reliquias del mártir en una urna. En este sitio se levantará más tarde una abadía.
Otra tradición legendaria sobre sus reliquias se conserva en España. La misma narra que el rey don Sancho, hallándose de caza en la espesura de un bosque, en el lugar donde hoy se extiende la ciudad de Palencia, divisó un jabalí, que en su huida fue a refugiarse en una oquedad del terreno (la cripta de San Antolín, aún en pie hoy bajo la catedral gótica de la ciudad). Adentrándose el rey en la misma, se disponía a lanzar una flecha para matar al animal, cuando su brazo quedó paralizado, comprendiendo el rey que estaba en un lugar santo y que había sido castigado por cometer sacrilegio. El monarca hizo entonces un voto por el que si recuperaba de la repentina parálisis levantaría una catedral en el lugar. Al instante quedó curado. Agradecido el rey Sancho por el milagro, y halladas las reliquias del mártir que habían quedado abandonadas durante la invasión musulmana, se erigió el templo en cumplimiento de la promesa. Debido a esto, la ciudad de Palencia venera al santo como su patrono y protector.

## Fiestas en su honor

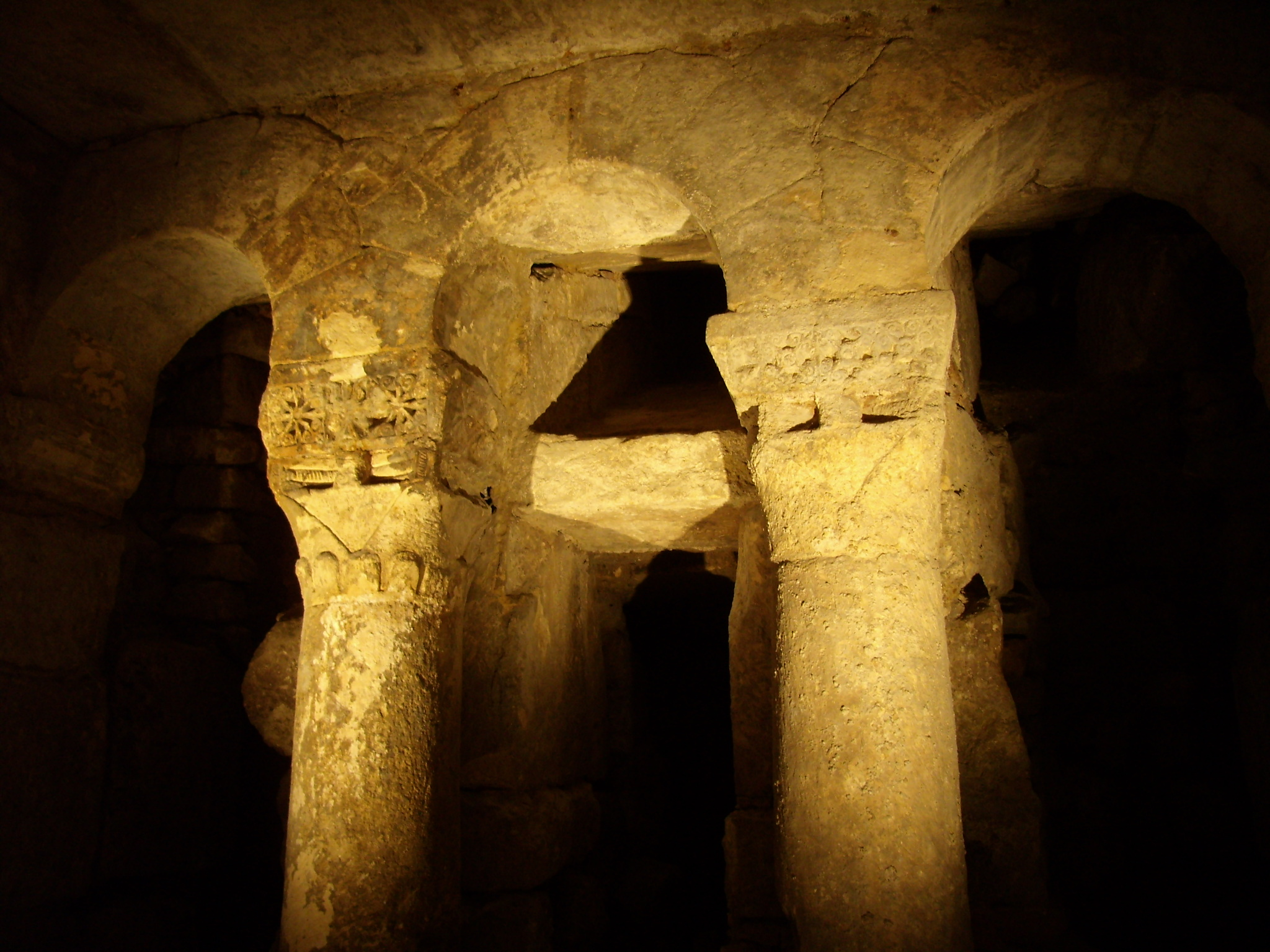
Cripta visigoda de San Antolín, en Palencia.

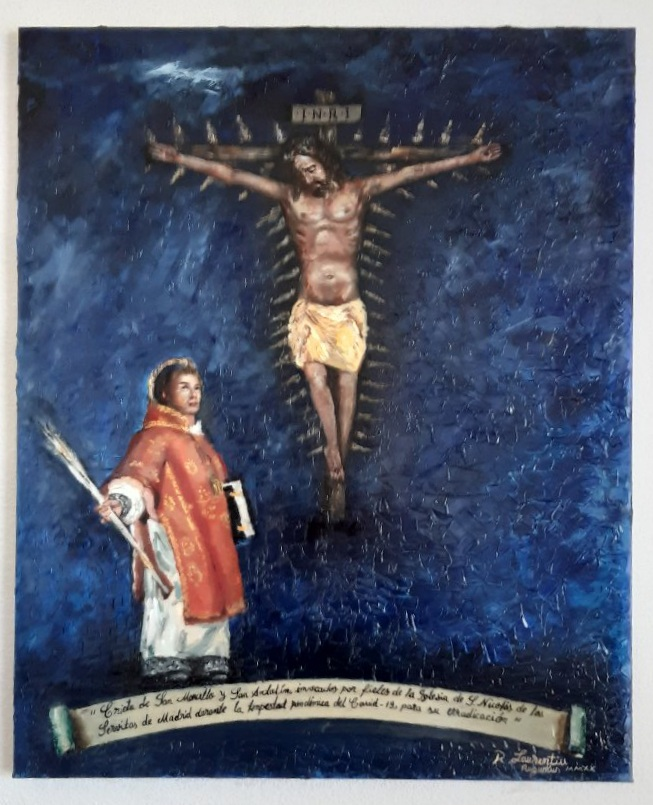
San Antolín invocando a Cristo de San Marcello en la Iglesia de San Nicolás de los Servitas de Madrid

En la festividad de san Antolín 2 de septiembre, en Palencia se abre la cripta de la catedral para ofrecer el agua de su pozo a los asistentes, tradición muy arraigada entre los palentinos. Después de esto y de la eucaristía, parte una procesión desde la catedral por las calles de la ciudad. En una capilla de la catedral palentina se veneran parte de los restos mortales del santo, consistentes en uno de sus omóplatos y parte del brazo, que le fueron seccionados, según la leyenda, en su martirio. En otro relicario, de plata con la figura del santo, conservado en la sala capitular, se venera una de sus manos. Son las únicas reliquias que restan, pues las demás desaparecieron en Francia durante las Guerras de religión en el siglo XVI.
En Sariñena las fiestas mayores son dedicadas a este santo. Se celebran del 1 al 5 de septiembre. Se celebra la misa y una procesión, seguida de una ofrenda de flores y frutos a este santo; a continuación, el "Dance de Sariñena", frente a la iglesia, homenajea a este santo con sus mudanzas y sus dichos.
San Antolín también es patrón de la villa de Medina del Campo (Valladolid); cada año, del 1 al 8 de septiembre, se celebran las fiestas patronales el día 2 del citado mes con una misa y una procesión en su nombre, siendo festividad local no laborable para los medinenses.
También se celebran en su honor las fiestas patronales de Lequeitio del 1 al 8 de septiembre, siendo su día más significativo el día 5 con la celebración de la fiesta de los gansos.
La iglesia de San Nicolás de los Servitas de Madrid conserva un lienzo de óleo en el que San Antolin invoca al Cristo de San Marcello de Roma para interceder por la erradicación del virus COVID-19, obra de 2020 del artista  Laurentiu R. 
Es venerado en este templo madrileño por feligreses